# Národní park Calanques
Národní park Calanques (francouzsky Parc national des Calanques) je francouzský národní park na jihu země, v regionu Provence-Alpes-Côte d'Azur, departementu Bouches-du-Rhône, mezi městem Marseille a obcí Cassis. Park zahrnuje především pohoří Calanque a okolní moře Lvího zálivu. Jedná se o druhý nejmladší francouzský národní park založený v roce 2012. Tzv. kalanky jsou v provensálské francouzštině úzké skalnaté zálivy vstupující daleko do pobřeží. Dominantní horninou je vápenec.

## Rozsah, poloha, ochrana

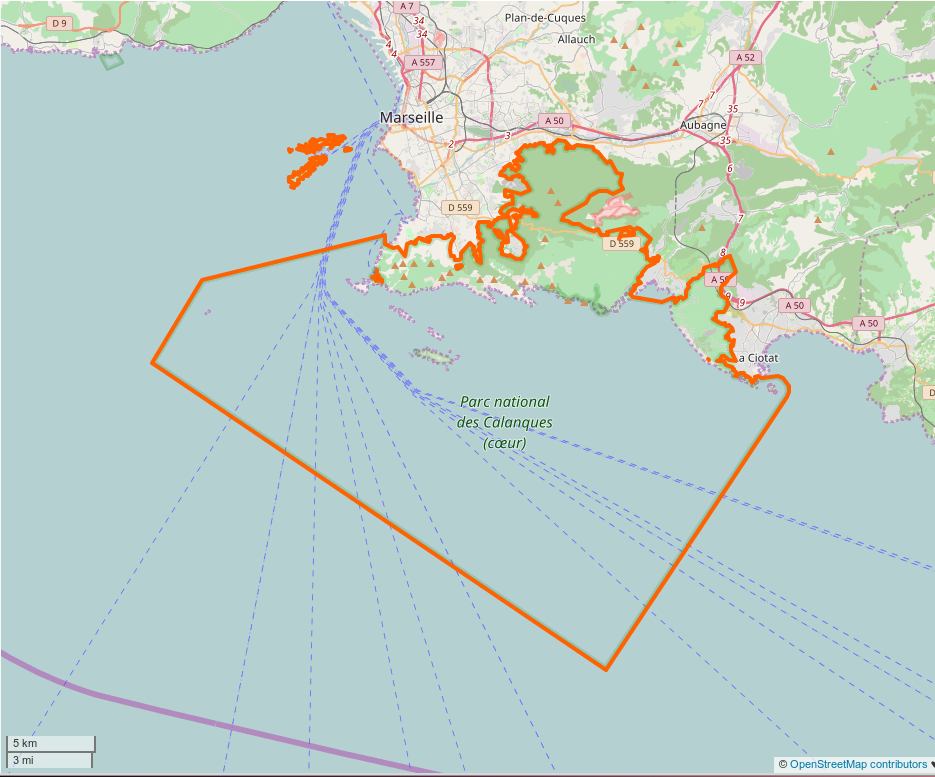
Poloha a hranice PN Calanqués

Celková plocha národního parku je 85 km² souše a 435 km² moře. Sousedící zóny ochrany parku (s tzv. udržitelným obhospodařováním) zabírají 26 km² pevniny a 977 km² moře.
Na západě park přiléhá k širší oblasti Marseille, dále zahrnuje městečka Cassis a La Ciotat, ochranná zóna ještě Penne-sur-Huveaune. Ochrana se vztahuje i na massif des Calanques, souostroví Frioul (před vjezdem do Marseille) a Riou, ostrov Verte a pahorky na mysu Cap Canaille.
Roční počet návštěvníků se odhaduje na 2 milióny.
Omezení pro ochranu přírody se týkají jak pěších turistů tak plavby a letectví. Jakékoliv motorové létací aparáty včetně dronů se nesmějí přiblížit více než kilometr k hranicím parku. Do zóny parku smějí vplouvat jen plavidla do 20 m délky a rychlost je omezena na 5 uzlů blíže než 300m od pobřeží; vodní skútry, vodní lyžování, parasailing a kluzáky jsou zakázány vůbec. Rybolov je povolen většinou pouze rekreační a pro vlastní spotřebu (úlovek je třeba hned po vytažení upravit nůžkami sestřižením ocasu tak, aby nemohl být dále prodán), v sedmi vyhražených zónách není přípustný vůbec.